# Big Show
 (mars 2025).
Motif : Peu de sources
Paul Wight, aussi connu sous le nom de ring de Big Show, est un catcheur américain né le 8 février 1972 à Aiken. Il travaille actuellement à la All Elite Wrestling en tant que catcheur et commentateur. Il est principalement connu pour avoir travaillé à la World Championship Wrestling de 1995 à 1999, et à la World Wrestling Entertainment de 1999 à 2021.
Il a été 7 fois champion du monde : deux fois champion du monde poids-lourds de la WCW, deux fois champion de la WWE, deux fois champion du monde poids-lourds de la WWE et une fois champion du monde la ECW.
Il a également détenu dix titres de champion du monde par équipe (trois fois le championnat du monde par équipe de la WCW, cinq fois le championnat du monde par équipe de la WWE et deux fois le championnat par équipe de la WWE avec The Miz.

## Jeunesse
Le père de Wight est mécanicien et sa mère policière. Il est atteint d'acromégalie et mesure 6′ 2″ (1,88 m) à 12 ans. Il fait partie de l'équipe de basketball de son lycée dont il est le pivot. Après le lycée, il intègre l'université d'État de Wichita et continue à jouer dans l'équipe de basketball. Il se fait enlever la tumeur de la glande pituitaire responsable de son acromégalie au début des années 1990.

## Carrière

### World Championship Wrestling (1995-1999)

#### Débuts (1995-1996)
Wight s'entraîne pour devenir catcheur à la Monster Factory (en), une école de catch dirigé par Larry Sharpe. La World Championship Wrestling (WCW) l'engage et il continue son apprentissage au WCW Power Plant, l'école de catch de la WCW.
La WCW décide de le surnommer The Giant et de le présenter comme le fils d'André The Giant. Il est membre du clan The Dungeon of Doom (en) et devient le rival de Hulk Hogan. Le 28 octobre 1995, pour ses débuts télévisés à Halloween Havoc, il bat ce dernier par disqualification et remporte le WCW World Heavyweight Championship.

#### New World Order (1996-1999)
Il entre ensuite en rivalité avec la new World order avec Hulk Hogan, Kevin Nash et Scott Hall. Il perd son titre de champion du monde face à Hogan à la suite de l'intervention des Outsiders (Hall et Nash). Il rejoint ensuite nWo, puis quitte le groupe et combat Hogan pour le titre de champion du monde à Souled Out 1997, qu'il ne remporte pas[réf. nécessaire].
The Giant s'allie ensuite avec Lex Luger, et les deux hommes remportent le titre par équipe contre les Outsiders à SuperBrawl VII. Mais une décision du président de la WCW, Eric Bischoff, leur fait perdre le titre[réf. nécessaire]. 
The Giant fait ensuite équipe avec Sting pour remporter le titre par équipe à Slamboree 98 contre les Outsiders, mais il se fait par la suite trahir par ce dernier qui rejoint nWo, et Sting remporte le titre par équipe, qu'il donnera à son acolyte Kevin Nash.
Par la suite, The Giant remporte de nouveau les titres par équipes avec Scott Hall. Sa dernière participation à un pay-per-view de la WCW est Starcade contre DDP. Il perd par la suite contre Kevin Nash, c’est ainsi que se termine sa carrière à la WCW[réf. nécessaire].

### World Wrestling Federation/Entertainment (1999-2007)

#### Champion de la WWF et nWo (1999-2002)

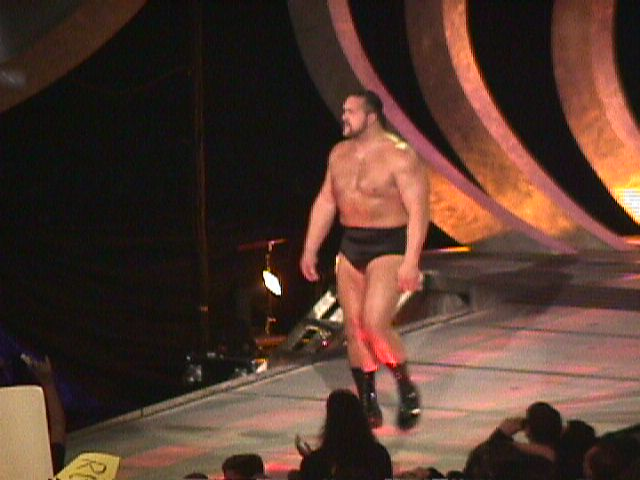
Wight à Smackdown en 1999.

Il arrive à la WWF le 14 février 1999 en intervenant dans le match en cage de Steve Austin et Vince McMahon. Il fait ses débuts dans le ring lors du RAW is WAR du 16 février, en affrontant The Rock dans un match arbitré par Mankind qui se finit sans vainqueur.
Lors de Wrestlemania XV, il affronte Mankind pour désigner l'arbitre spécial du match The Rock vs Steve Austin, match qu'il perd par disqualification. Lors des Survivor Series, il devient champion de la WWE en battant Triple H et The Rock dans un Triple Threat Match. À Armaggedon, il conserve son titre face au Big Boss Man.
Il perd sa ceinture face à Triple H lors du premier Raw de l'année 2000. Au Royal Rumble 2000, il se fait éliminer en dernier par The Rock lors du Royal Rumble Match, qu'il bat à No Way Out. À WrestleMania 2000, il participe à un Fatal Four Way Elimination Match pour le titre de la WWE, entre lui, Triple H, The Rock et Mankind. Le match est remporté par Triple H. Lors de Backlash, Big Show bat Kurt Angle en se déguisant en Hulk Hogan.
Il fait son retour en début d'année 2001 au Royal Rumble en entrant en no 23 mais il est éliminé par The Rock pour la seconde fois consécutive. Lors de No Way Out, Big Show bat le champion hardcore Raven et remporte le titre pour la première fois, mais Billy Gunn interfère dans le match en faisant un tombé sur Raven pour le titre avant que Raven refasse le tombé. Lors des Survivor Series, son équipe gagne malgré son élimination par Shane McMahon.
Lors de la séparation du vestiaire de la WWE entre RAW et SmackDown du 25 mars 2002, Big Show est recruté par RAW et son General Manager, Ric Flair. Il devient heel en trompant Steve Austin au cours d'un combat, afin de rejoindre la toute dernière incarnation de la New World Order, avant que le groupe ne se dissout à la suite d'une blessure de Kevin Nash.

#### SmackDown, champion de la WWE et des États-Unis (2002-2004)
Big Show entame une rivalité avec le champion de la WWE Brock Lesnar, qu'il parvient à battre et ainsi prendre son titre lors des Survivor Series.
Il perd contre Lesnar un mois plus tard le 19 janvier 2003 lors Royal Rumble et ne se qualifie pas pour le Royal Rumble Match. Il s'allie ensuite avec A-Train pour se confronter à l'Undertaker. Show perd contre le Deadman à No Way Out, puis s'incline dans un Handicap Match avec A-Train contre l'Undertaker à WrestleMania 19. Par la suite, il bat Rey Mysterio à Backlash. Il perd ensuite contre Brock Lesnar à Judgment Day, puis contre Lesnar et Kurt Angle à Vengeance, dans un Triple Threat Match pour le championnat de la WWE, remporté par Angle.
Lors de No Mercy, il bat Eddie Guerrero pour le championnat des États-Unis. Il est dans la Team Lesnar au Survivors Series de 2003 qui perd contre la Team Angle.
Le 25 janvier 2004 lors du Royal Rumble, il participe au Royal Rumble Match sans succès. Lors de WrestleMania XX, il perd son United States Championship face à John Cena. À No Mercy, il bat Kurt Angle.

#### Alliance avec Kane (2005-2006)

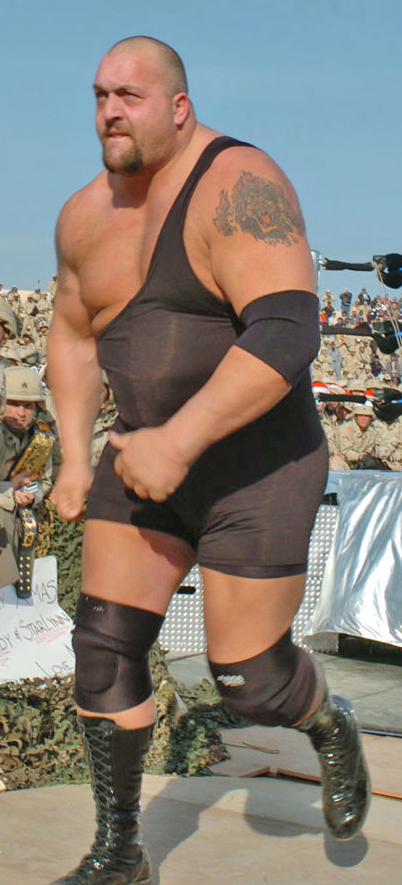
Big Show en 2004.

Le 20 février 2005 à No Way Out, il perd contre JBL pour le titre de la WWE dans un Barbed Wired Steel Cage Match.
À WrestleMania 21, il affronte le sumo Akebono dans un match de sumo qu'il perd en quelques secondes.
Lors de Taboo Tuesday, il fait équipe avec Kane et ils remportent les WWE championnats du monde par équipe en battant Lance Cade et Trevor Murdoch. Aux Survivor Series, Big Show, Kane, Carlito, Chris Masters et Shawn Michaels perdent face à l'équipe SmackDown! composée de JBL, Rey Mysterio, Bobby Lashley, Randy Orton et Batista. Lors d'Armageddon, Big Show et Kane gagnent face à Batista et Mysterio.
Le 8 janvier 2006, lors de New Year Revolution, Big Show perd contre Triple H après que ce dernier l'ai frappé à la tête avec sa masse.
Par la suite, Big Show et Kane conservent leurs titres face à Carlito et Chris Masters à WrestleMania 22, avant de les perdre le lendemain face à Kenny et Mikey du Spirit Squad. Ils affrontent Johnny et Nicky la semaine suivante dans un combat revanche pour les titres, mais perdent par disqualification après que Kane a quitté le ring pour attaquer les autres membres du Spirit Squad.
S'ensuit alors un combat entre Kane et Big Show qui mène à la fin de l'équipe. Les deux hommes s'affronteront lors de Backlash qui se termine en match nul.

#### ECW et départ (2006-2007)
Le 4 juillet 2006 à la ECW, dans un Extreme Rules Match, il gagne le championnat de la fédération face à Rob Van Dam.
Il entame ensuite une rivalité avec le champion du monde poids lourds King Booker, contre qui le Big Show perd à Cyber Sunday dans un match incluant également le champion de la WWE John Cena. Big Show perd ensuite le titre de la ECW au profit de Bobby Lashley le 3 décembre dans un Extreme Elimination Chamber à December to Dismember après un spear de Lashley
Son contrat expire le 8 février 2007.

### Retour à la World Wrestling Entertainment (2007-2021)

#### Diverses rivalités (2007-2009)
En novembre 2007, Big Show décide de signer un nouveau contrat avec la WWE. Il s’est remis dans le bain de la lutte en passant deux mois à la Florida Championship Wrestling. Son retour a eu lieu le 18 février 2008 à No Way Out, où il s’attaque à Rey Mysterio, blessé, puis il se fait ensuite frapper par Floyd Mayweather après l'avoir provoqué.
Le Big Show entame alors une rivalité avec le boxeur, qui se conclut à WrestleMania XXIV, où Mayweather met le Big Show K.O. Il entame ensuite une rivalité avec The Great Khali, qu'il bat lors de Backlash.
À Night of Champions, il perd un Triple Threat Match contre Kane et Mark Henry pour l'ECW Championship au profit de ce dernier.
À No Mercy, le Big Show bat l'Undertaker par KO. Il affronte une nouvelle fois l'Undertaker dans un Last Man Standing Match à Cyber Sunday et aux Survivor Series dans un match du cercueil, où il perd les deux combats. La rivalité prend fin à SmackDown lors d'un match en cage où il abandonne sur le Hell's Gate.

#### Jeri-Show puis ShowMiz et champion par équipe (2009-2010)

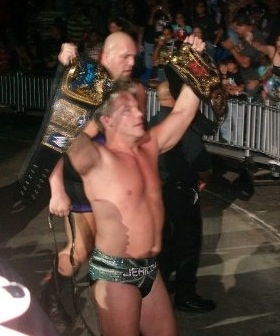
Big Show et Chris Jericho tous les deux champions par équipes unifiés, formant l'alliance connue sous le nom de JeriShow.

Le 5 avril 2009 lors de Wrestlemania XXV, Big Show affronte Edge et John Cena pour le championnat du monde dans un match triple menaces, mais perd au profit de ce dernier. Le 13 avril 2009, il est drafté à Raw.
Il perd face à John Cena lors de Judgment Day, puis perd de nouveau à Extreme Rules dans Submission Match.
Lors de Night of Champions, il devient partenaire de Chris Jericho, et ensemble ils gagnent les ceintures face à Cody Rhodes et Ted DiBiase Jr..
Leur équipe s'appelle alors Jeri-Show. À SummerSlam, ils conservent les titres contre Cryme Tyme. Ils conservent leurs titres à Breaking Point contre MVP et Mark Henry, puis à Hell in a Cell contre Batista et Rey Mysterio.
Aux Survivor Series, il perd contre l'Undertaker pour le titre de champion du monde poids lourd, match qui comprenait aussi Jericho. À TLC, ils perdent les championnats par équipe unifiés contre Triple H et Shawn Michaels.
Le 14 décembre 2009 aux Slammy Awards, il gagne avec son partenaire le Slammy de l'équipe de l'année. Plus tard dans la soirée, ils gagnent contre la DX par disqualification et ne gagnent donc pas les titres. Ceci marque la fin de l'équipe JeriShow.

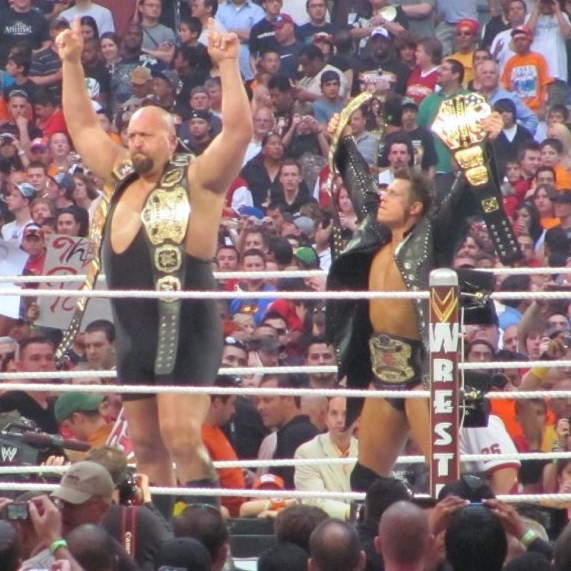
Big Show et The Miz (ShowMiz) défendant leurs titres à WrestleMania XXVI.

Il fait ensuite une alliance avec The Miz se nommant ShowMiz. Lors du RAW du 8 février 2010, il remporte les titres unifiés pour la deuxième fois avec son nouveau partenaire contre D-Generation X et CM Punk et Luke Gallows dans un Triple Threat Elimination Tag Team Match.
Ils conservent leurs titres à WrestleMania XXVI contre R-Truth et John Morrison.
Le lendemain à RAW, ils entrent en rivalité avec la Hart Dynasty contre qui ils perdront les titres lors du RAW du 26 avril. Après le match, le Big Show assomme le Miz avec son K.O Punch, marquant la fin de l'équipe. Le même soir, il est drafté à SmackDown.

#### Rivalité avec Jack Swagger et CM Punk (2010)

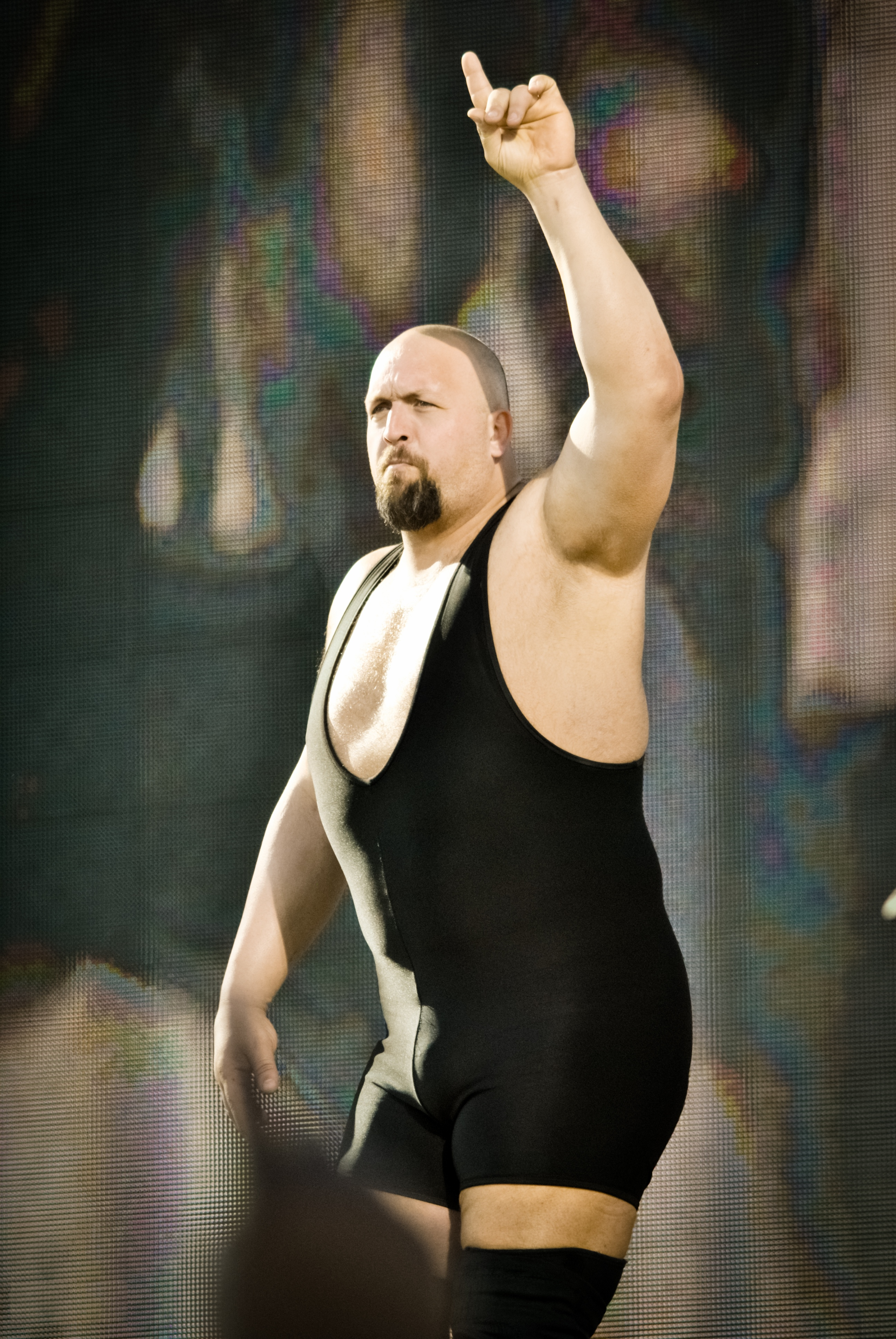
Big Show en 2010.

Big Show commence alors une rivalité avec le champion du monde poids lourds Jack Swagger. Il gagne par disqualification contre ce dernier à Over the Limit, mais ne remporte donc pas le titre. Il retente sa chance pour le titre lors de 4-Way Finale dans un Fatal 4-Way Match comprenant Swagger, CM Punk et Rey Mysterio, mais il perd au profit de ce denier. Big Show participe ensuite au match de l'échelle de SmackDown à Money in the Bank, mais ne décroche pas la mallette.
Parallèlement, il entre en rivalité avec CM Punk et son clan, la Straight Edge Society composée de CM Punk, Luke Gallows, Serena et Joey Mercury, qu'il bat au complet dans un match handicap à SummerSlam. Big Show bat ensuite CM Punk à Night of Champions.
Il est ensuite capitaine de l'équipe SmackDown qui gagne contre l'équipe Raw à 7 contre 7 lors de Bragging Rights, puis aux Survivor Series, il fait partie de l'équipe de Rey Mysterio, qui gagne face à celle d'Alberto Del Rio dans un match à 5 contre 5 à élimination.

#### Rivalité avec The Corre et champion par équipe avec Kane (2011)
Au début de l'année 2011, le Big Show commence une rivalité avec Wade Barrett et son nouveau clan The Corre, composé de Barrett, Heath Slater, Justin Gabriel et Ezekiel Jackson. Big Show est rejoint par Kane dans cette rivalité et les deux hommes font équipe avec Santino Marella et Kofi Kingston à WrestleMania XXVII pour battre The Corre.
Big Show et Kane remportent par la suite les championnats par équipes de la WWE en battant Heath Slater et Justin Gabriel le 22 avril à SmackDown, qu'ils perdront un mois plus tard lors du  RAW du 23 mai face à David Otunga et Michael McGillicutty.
Après le match, il se blesse (kayfabe) en se faisant écraser par la voiture d'Alberto Del Rio, et se fait évacuer en civière. Pour se venger, Big Show affronte Alberto Del Rio à Capitol Punishment. Cependant, il se fait attaquer par Mark Henry durant son match, ce qui lui coûte le match.

#### Champion du monde poids lourd et rivalité avec Mark Henry et Daniel Bryan (2011-2012)
Les deux hommes s’affrontent donc à Money in the Bank, dans un match remporté par Mark Henry. Celui-ci le blesse après le match, et sera donc absent pendant quelques mois.
Il fait son retour le 7 octobre à SmackDown où il challenge Mark Henry, devenu entre-temps champion du monde poids lourds, afin de se venger et de récupérer le titre.
Le Big Show échoue à Vengeance où le match se termine en No contest, puis aux Survivor Series, avant de gagner le titre à TLC, dans un Chairs match, puis de le perdre immédiatement après contre Daniel Bryan, qui utilise sa mallette du Money in the Bank. Le règne du Big Show devient alors le plus court de l'histoire du titre, avec 1 minute et 45 secondes.
Le 29 janvier 2012, il affronte Daniel Bryan et Mark Henry au Royal Rumble dans un match en cage, match remporté par Bryan. Le même soir, il participe au Royal Rumble match en entrant en 30e et dernière position, mais se fait éliminer par Randy Orton. Il participe ensuite à l'Elimination Chamber pour le championnat du monde poids lourds, et perd au profit de Bryan, qui conserve son titre.

#### Rivalité avec Cody Rhodes, Intercontinental champion et rivalité avec John Cena (2012)
Il entame ensuite une rivalité avec le champion intercontinental Cody Rhodes. Ils s'affrontent à WrestleMania XXVIII dans un match pour le titre, où Big Show gagne, devenant ainsi pour la première fois champion intercontinental. Un mois après seulement, à Extreme Rules, Cody Rhodes parvient à récupérer le titre en battant le Big Show dans un Tables match. Lors du Raw suivant, Big Show se fait renvoyer (kayfabe) par le manager général John Laurinaitis, pour s'être moqué de sa voix.
À la suite de ce renvoi scénarisé, il intervient en faveur de Laurinaitis et le fait gagner dans son match contre John Cena lors de Over The Limit. À la suite de cette action, il devient heel et est réintégré dans le roster de Raw, étant réengagé par Laurinaitis pour avoir sauvé son poste de manager général, mis en jeu lors du match.
Le mois suivant, lors de No Way Out, Big Show perd contre John Cena dans un match en cage, ce qui provoque le renvoi de John Laurinaitis. Il participe ensuite au Money in the Bank Ladder match à Money in the Bank pour la mallette du championnat de la WWE, mais ne remporte pas le match. Il obtient ensuite un match de championnat pour le titre de la WWE à SummerSlam face à John Cena et au champion CM Punk, match remporté par ce dernier.

#### Second championnat du monde et perte du titre (2012-2013)

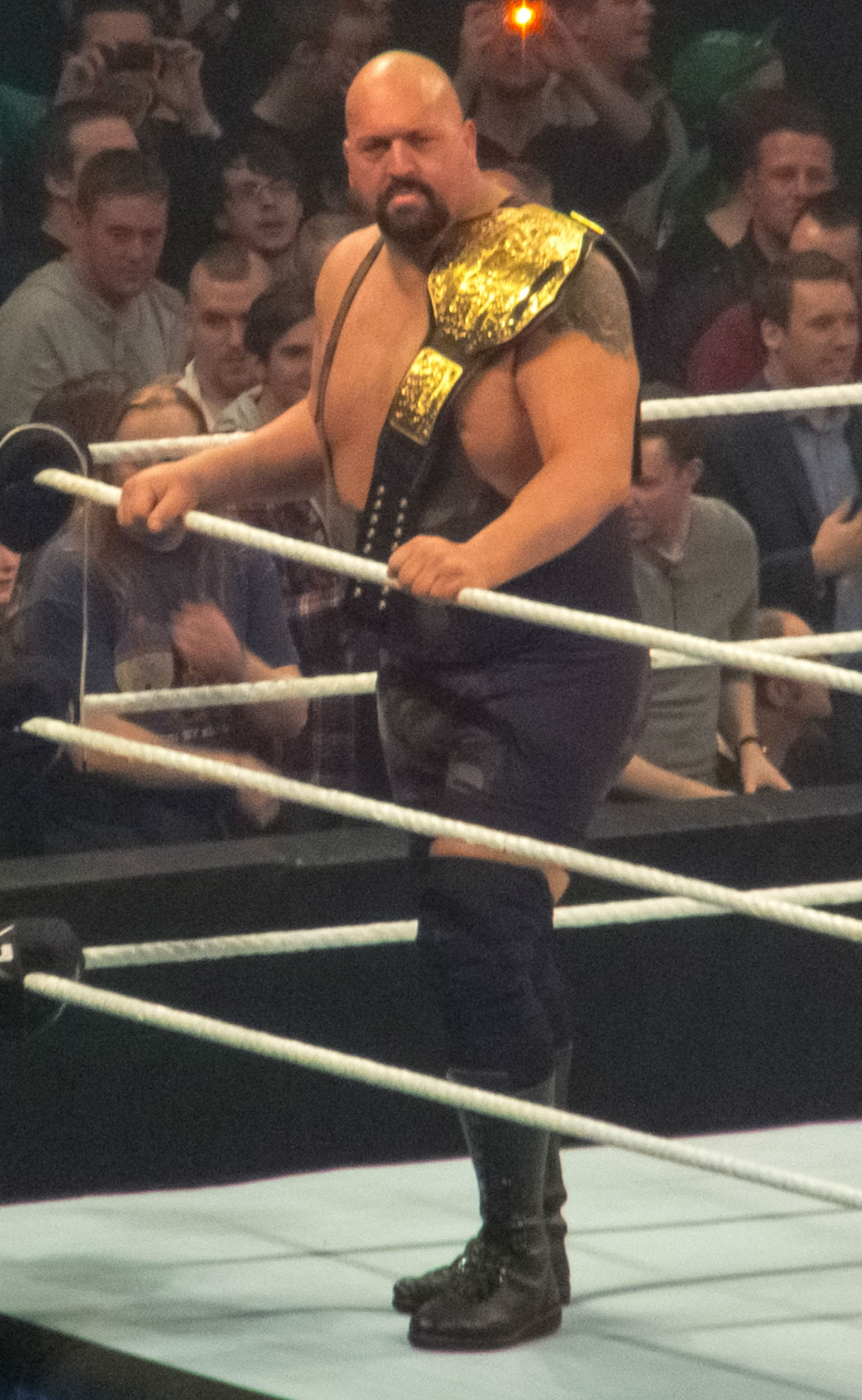
Big Show avec la ceinture de champion du monde poids lourd.

Big Show entre ensuite en course pour le championnat du monde poids lourds détenu par Sheamus, en devenant challenger au titre en battant Randy Orton le 28 septembre.
Il obtient son match de championnat à Hell in a Cell, match qu'il remporte, et devient ainsi pour la seconde fois champion du monde poids lourds. Il affronte Sheamus pour le titre aux Survivor Series, match qu'il perd par disqualification, mais conserve néanmoins le titre. Il défend à nouveau le titre contre Sheamus à TLC dans un Chairs match, qu'il remporte.
Big Show finit par perdre le titre en début d'année 2013 face à Alberto Del Rio, le 11 janvier à SmackDown, dans un Last Man Standing match. Il obtient son match revanche lors du Royal Rumble dans un autre Last Man Standing match, qu'il ne remporte pas. Il obtient un autre match de championnat à Elimination Chamber, qu'il perd à nouveau.
Big Show commence alors une rivalité avec The Shield, qui sont déjà en rivalité avec Randy Orton et Sheamus et forment une alliance. Les deux équipes s'affrontent donc à WrestleMania 29, dans un match qui est remporté par The Shield. Lors d'Extreme Rules, il perd contre Randy Orton.

#### Storyline avec The Authority (2013-2016)

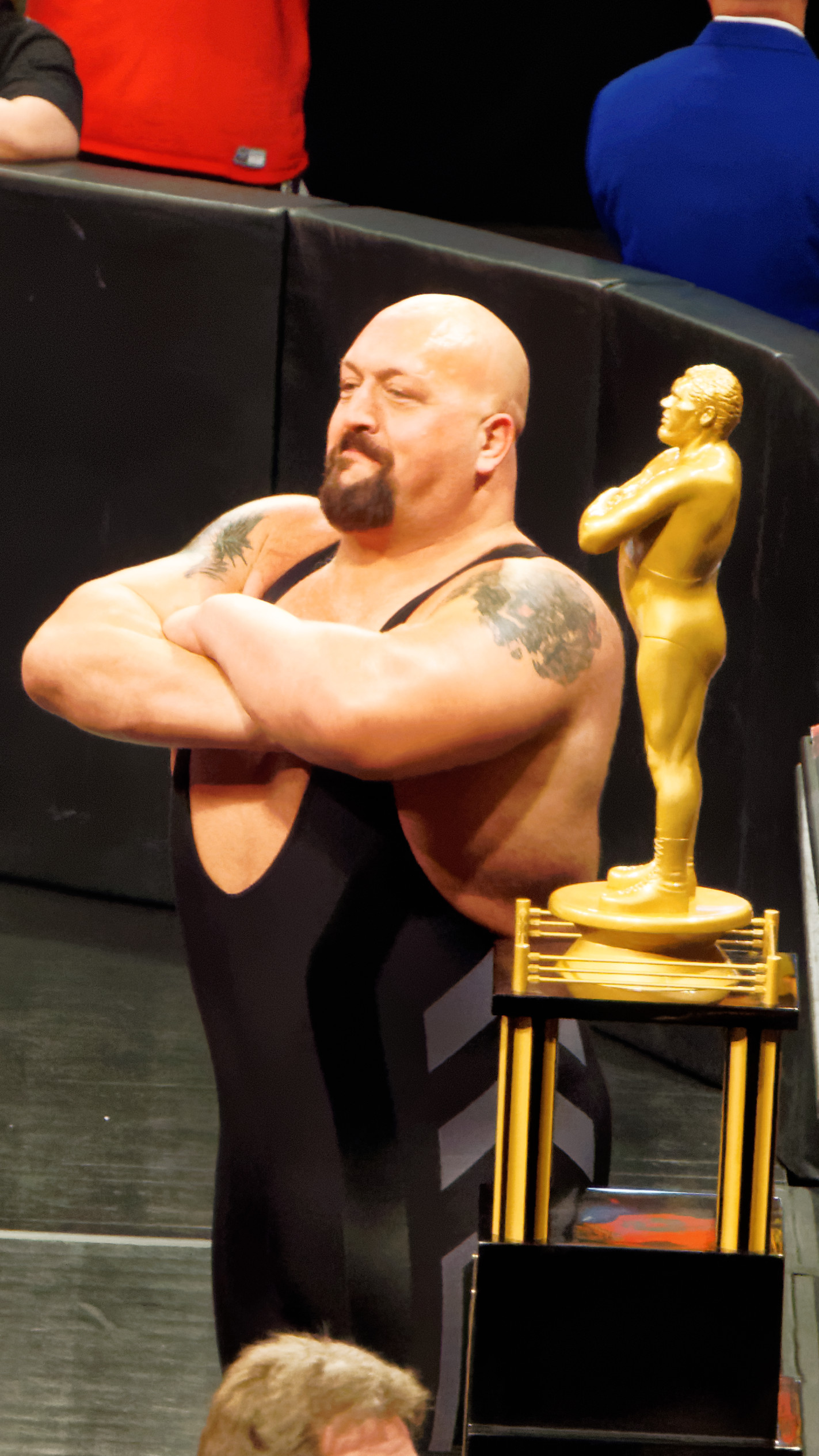
Big Show en 2015.

Après une pause de quelques mois, Big Show revient lors de l'été 2013 et entame peu après une rivalité avec The Authority qui menace de le virer s'il n'exécute pas leurs ordres[réf. nécessaire].
Lors des Survivor Series, il perd contre Randy Orton et ne devient pas le champion de la WWE[réf. nécessaire].
Lors de TLC, il fait équipe avec Rey Mysterio mais perd face à Cody Rhodes et Goldust pour les WWE Tag Team Championship dans un Tag Team Championship Fatal 4-Way Elimination Match, impliquant également RybAxel (Ryback et Curtis Axel), et The Real Americans (Antonio Cesaro et Jack Swagger)[réf. nécessaire].
Le 26 janvier 2014 lors du Royal Rumble, il perd contre Brock Lesnar. Il participe ensuite à André le Géant Memorial Battle Royal à WrestleMania XXX, mais il se fait éliminer en dernier le gagnant Cesaro. Big Show va disparaître quelque temps des écrans, la raison de cette absence est qu’il est présentement sur le tournage du film Vendetta.
Il fait son retour à la télévision le 8 août à SmackDown, faisant équipe avec Mark Henry en battant RybAxel (Ryback et Curtis Axel). Lors de Hell in a Cell, il perd face à Rusev par soumission[réf. nécessaire].
Il fait partie de l'équipe de John Cena lors des Survivor Series (qui combattait face à l'équipe de Triple H et de Stephanie McMahon) et effectue un heel turn en attaquant John Cena pendant le combat, ce qui provoque l'élimination de ce dernier. Il serre ensuite la main de son ancien rival Triple H, et l'arbitre le compte à l'extérieur. Big Show gagne ensuite face à Erick Rowan à TLC.
Le 25 janvier 2015, au Royal Rumble, il entre en 29e position en éliminant cinq catcheurs avant d'être éliminé par Roman Reigns qui gagne le match. Le 22 février à Fastlane, il gagne en équipe avec Seth Rollins et Kane contre Erick Rowan, Dolph Ziggler et Ryback. Lors de WrestleMania 31, il remporte la André the Giant Memorial Battle Royal en éliminant Damien Sandow en dernière position. Big Show perd contre Roman Reigns dans un Last Man Standing match à Extreme Rules[réf. nécessaire].
Lors de SummerSlam, il perd face à Ryback dans un match pour le titre intercontinental.
Le 24 janvier 2016 lors du Royal Rumble, il participe au Royal Rumble où il rentre en 15e position mais sans succès en se faisant éliminer par Braun Strowman[réf. nécessaire]. Le 19 juillet, il est drafté à RAW[réf. nécessaire].

#### Apparitions occasionnelles, diverses rivalités et départ (2017-2021)
Le 29 janvier 2017 lors du Royal Rumble, il participe au Royal Rumble en entrant en neuvième position mais sans succès en se faisant éliminer par Braun Strowman en sixième position. Lors de Fastlane, il bat Rusev[réf. nécessaire].
Il est ensuite intégré dans la André the Giant Memorial Battle Royal, prévue lors du pré-show de WrestleMania 33 mais sans succès en se faisant éliminer par Strowman dès le début. Lors de SummerSlam, il perd contre Big Cass[réf. nécessaire]. En septembre, il est annoncé que le Big Show devra se faire opérer à cause d'une légère blessure à la hanche.
Le 6 avril 2018, il introduit Mark Henry au Hall of Fame de la WWE promotion 2018.
En 2019, le Big Show n'a pas disputé un seul match et n'a pas fait une seule apparition à la WWE, il s'agit de la première fois depuis 2007.
Le 6 janvier 2020, il effectue son retour à Raw, puis remporte avec Samoa Joe et Kevin Owens un Six-Man Tag Team Match face à Seth Rollins et les AOP par disqualification, après que Rollins l'a frappé avec une chaise.
Lors de Clash of Champions, il effectue son retour en attaquant Randy Orton pour aider Drew McIntyre à conserver son titre[réf. nécessaire].
Lors des Survivor Series, il fait une courte apparition pour les adieux de The Undertaker[réf. nécessaire].
En février 2021, à la suite d'une mésentente sur les termes d'un nouveau contrat, il quitte la WWE.

### All Elite Wrestling (2021-...)
Le 24 février 2021, All Elite Wrestling annonce sa signature sur les réseaux sociaux. Il signe un contrat à long terme sous son vrai nom Paul Wight. Il sera commentateur pour l'émission AEW Dark: Elevation et sera catcheur également. En octobre 2022, Jim Ross annonce que Wight a subi une opération de la hanche. À la suite de la disparition de Dark: Elevation, il devient coach.

## Palmarès
- World Championship Wrestling
  - 2 fois champion du Monde poids lourds de la WCW[27]
  - 3 fois champion du Monde par équipes de la WCW[28] (1 fois avec Lex Luger, 1 fois avec Sting, 1 fois avec Scott Hall)
  - Vainqueur du WCW World War 3 en 1996
- World Wrestling Federation/Entertainment
  - 2 fois champion de la WWF/E
  - 2 fois champion du monde poids lourds de la WWE
  - 1 fois champion du monde de la ECW
  - 1 fois champion Intercontinental de la WWE
  - 1 fois champion des États-Unis de la WWE
  - 3 fois champion hardcore de la WWE
  - 4 fois champion par équipes de la WWE
    - 1 fois avec Chris Jericho
    - 1 fois avec The Miz
    - 2 fois avec Kane

  - 4 fois champion du monde par équipes de la WWE
    - 2 fois avec l'Undertaker
    - 1 fois avec Chris Jericho
    - 1 fois avec The Miz

  - André the Giant Battle Royal 2015
  - Slammy Award de l'équipe de l'année en 2009 avec Chris Jericho
  - Slammy Award de la trahison de l'année en 2012
  - Slammy Award de This is Awesome moment de l'année (2013).
  - 12e WWE Grand Slam Champion
  - 4e WWE Grand Slam Champion (version 2015)
  - 24e WWE Triple Crown Champion

## Récompenses de magazines
- Pro Wrestling Illustrated
  - Débutant de l'année en 1996[29]
  - Catcheur de l'année en 1996

| Année | 1996 | 1997 | 1998 | 1999 | 2000 | 2001 | 2002 | 2003 | 2004 | 2005 | 2006 | 2007 | 2008 | 2009 | 2010 | 2011 | 2012 | 2013 | 2014 | 2015 | 2016 | 2017 |
| ----- | ---- | ---- | ---- | ---- | ---- | ---- | ---- | ---- | ---- | ---- | ---- | ---- | ---- | ---- | ---- | ---- | ---- | ---- | ---- | ---- | ---- | ---- |
| Rang  | 2    | 8    | 31   | 34   | 16   | 72   | 49   | 6    | 41   | 31   | 44   | 35   | 51   | 25   | 17   | 31   | 17   | 14   | 33   | 36   | 102  | 79   |

- Wrestling Observer Newsletter
  - Débutant de l'année (1996)
  - Pire rivalité de l'année (1999) - contre The Big Boss Man
  - Pire rivalité de l'année (2013) - contre The Authority
  - Pire catcheur (2001, 2002)
  - Catcheurs qui donne le plus honte aux téléspectateurs (2002)

## Filmographie

### Cinéma
- 1996 : Reggie's Prayer : Mr. Portola
- 1996 : La Course au jouet (Jingle All the Way) : Le Père Noël géant contrebandier
- 1998 : Le Trésor de McCinsey (McCinsey's Island) : Sam Firstenberg[31]
- 1998 : Waterboy (The Waterboy) : Captain Insano
- 2009 : Little Hercules in 3-D : Marduk
- 2010 : MacGruber : Brick Hughes
- 2010 : Un catcheur au grand cœur (Knucklehead) : Walter Krunk
- 2015 : Vendetta : Victor Abbott
- 2019 : Une famille sur le ring (Fighting with My Family) : Lui-même
- 2020 : Marcus : Gus Hoffman
- 2022 : Soif de vengeance

### Télévision

#### Séries télévisées
- 2002 : One on One (Série TV) : Miles
- 2004 : Star Trek: Enterprise (Série TV) : Orion Slaver
- 2005 : Le Monde merveilleux de Hulk Hogan (Hogan Knows Best) (Série TV) : Lui-même[32]
- 2010 : Royal Pains (Série TV) : Donald Green
- 2011 : Burn Notice (Série TV) : Griffin Black
- 2013 : Psych : Enquêteur malgré lui (Psych) (Série TV) : Big Ed Dixon
- 2019 : Happy! (Série TV) : Big Pink
- 2020 : The Big Show Show (Série TV) : Big Show
- 2020 : Van Helsing (saison 4)
- 2020 : Intercomédie : Un évènement sportif (Saison 1) Big show
- 2021 : Fast & Furious Spy Racer (saison 4)
- 2022 : GenZeroes (saison 1)

## Vie privée
- Il a été marié trois ans à Melissa Ann Piavis avec laquelle il a eu une fille nommée Cierra.
- Il est actuellement marié à Bess Katramados (depuis le 11 février 2002)[33].
- Il a subi une opération pour stopper les effets de l'acromégalie[34][source insuffisante].